# Diga di Shiroyama
La diga di Shiroyama ((城山ダム?, Shiroyama damu) è una diga multifunzionale sul corso principale del fiume Sagami a Sagamihara, nella prefettura di Kanagawa sull'isola di Honshū in Giappone.

## Storia
Il potenziale della valle del fiume Sagami per lo sfruttamento di energia idroelettrica cominciò ad essere sviluppato negli anni 1930, con la crescita della popolazione nella regione di Shōnan, e con l'espansione dell'industria e del consumo elettrico nella cintura industriale di Yokohama-Kanagawa. I lavori sulla diga di Sagami, la prima diga sul corso principale del fiume Sagami, cominciarono nel 1938; tuttavia, la mancanza di finanziamenti e l'avvento della Seconda guerra mondiale ritardarono il completamento fino a dopo la fine della guerra. I lavori sulla diga di Shiroyama, nell'ex cittadina di Tsukui, nel distretto omonimo, iniziarono nel 1960 e furono completati nel 1965 dalla società di costruzioni Kumagai Gumi.

## Progetto

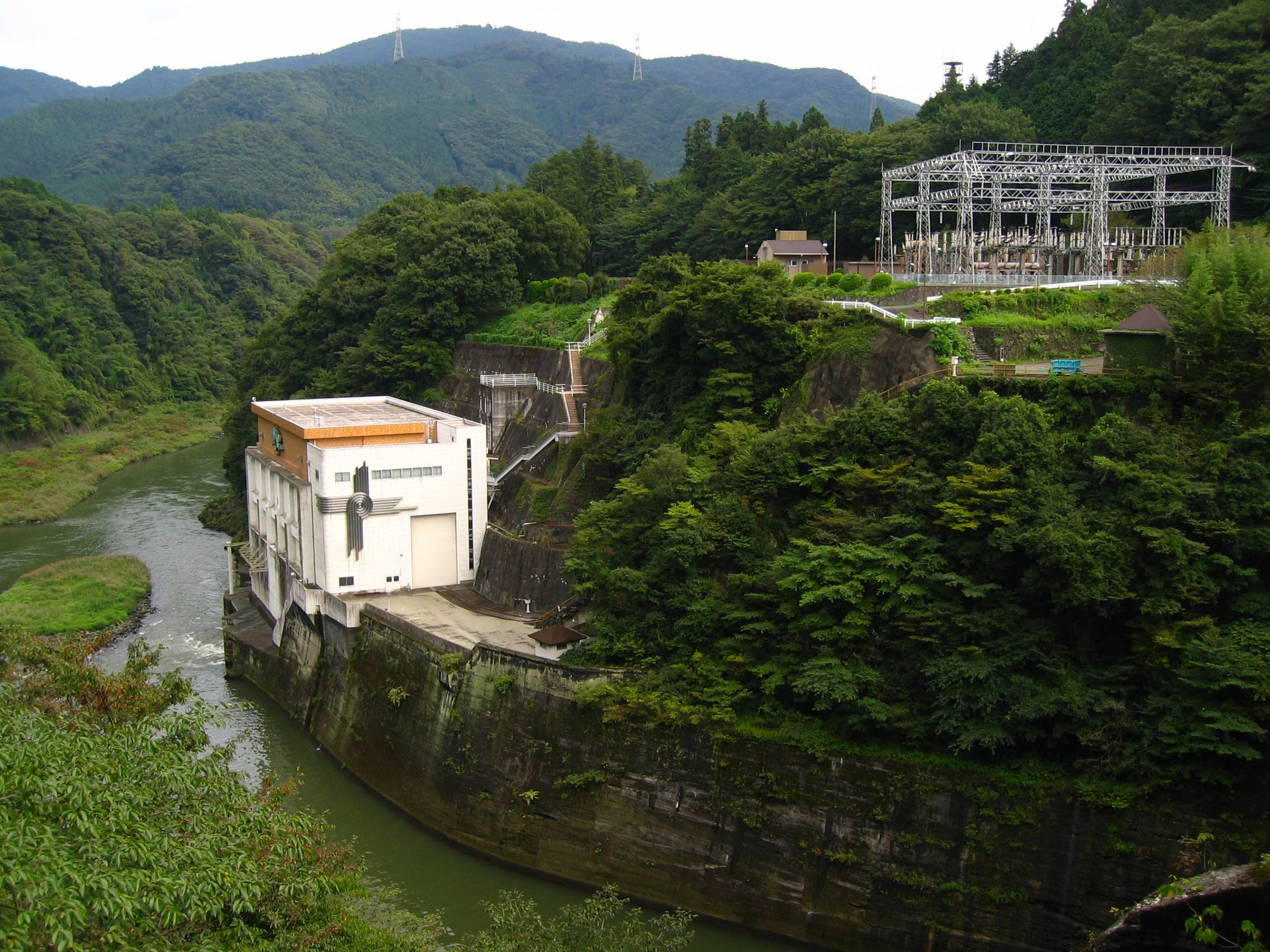
Centrale idroelettrica di Sagami

La diga di Sagami è una diga a gravità in calcestruzzo a nucleo cavo. Fu progettata per fornire il controllo delle piene e acqua potabile e industriale alle città di Yokohama, Kawasaki, Yokosuka e all'area di Shōnan. Serve anche come impianto idroelettrico in congiunzione con la diga di Honzawa più a monte. L'associata centrale idroelettrica di Shiroyama ha una capacità stimata di 250.000 kW di potenza, e la centrale idroelettrica di Tsukui ha una capacità aggiuntiva di 25.000 kW. I generatori a turbine reversibili della centrale di Shiroyama furono progettati per funzionare sia come generatori di potenza elettrica, sia come pompe, per invertire il flusso dell'acqua nel bacino della diga di Honzawa nei periodi di bassa domanda.
Il lago Tsukui (津久井湖?,  Tsukui-ko) creato dalla diga è un'importante meta di svago nella prefettura di Kanagawa, popolare tra diportisti, pescatori e campeggiatori.

## Dintorni
L'accesso del pubblico alla diga di Shiroyama e al lago Tsukui è attraverso la Strada statale 413, che in realtà corre in cima alla stessa diga.